# رقوءة ترافنكورية
رقوءة ترافنكورية (الاسم العلمي:Ischaemum travancorense) هي نوع من النباتات يتبع جنس الرقوءة من الفصيلة النجيلية.